# تسویوشی کاتو
تسویوشی کاتو (ژاپنی: 加藤 毅؛ زادهٔ ۲ مهٔ ۱۹۸۱) یک بازیکن فوتبال اهل ژاپن است.
از باشگاه‌هایی که در آن بازی کرده‌است می‌توان به باشگاه فوتبال اهیمه اشاره کرد.